# الوفاق (شمال سيناء)
الوفاق إحدى قرى مركز رفح التابع لمحافظة شمال سيناء بجمهورية مصر العربية.